# Шелест, Ольга Владимировна
О́льга Влади́мировна Ше́лест (род. 23 января 1977, Набережные Челны, Татарская АССР) — российская телеведущая, актриса кино, телевидения и дубляжа, одна из первых виджеев «MTV Россия» (1998—2002). Лауреат телевизионной премии «ТЭФИ» в номинации «Лучшая ведущая развлекательной программы» («Бодрое утро») и премии «Радиомания» как лучшая радиоведущая (шоу Антона Комолова и Ольги Шелест на радио «Маяк»).

## Биография
Родилась 23 января 1977 года и выросла в Набережных Челнах, где с отличием окончила художественную школу.
В 1994 году переехала в Москву, чтобы поступать во ВГИК, но опоздала на вступительные экзамены и подала документы в Гуманитарный институт телевидения и радиовещания имени М. А. Литовчина на факультет тележурналистики, куда и была зачислена. Спустя месяц своего пребывания в столице, прошла по конкурсу телеведущей на канал «К-10» (впоследствии преобразованный в «Муз-ТВ»), где успешно проработала полгода, но не сошлась характером с программным директором и уволилась. Через несколько месяцев, снова успешно выдержав конкурсные испытания, попала на телеканал СТС, где вела программу «Музыкальный проспект». Далее в карьере Ольги Шелест был музыкальный канал «НТВ-Плюс».
В 1997 году студентку 3-го курса Института телевидения и радиовещания Ольгу Шелест взяли ведущей на телеканал «BIZ-TV», а спустя год был запущен канал «MTV Россия», куда перешла вместе со всей телевизионной группой. На BIZ-TV Ольга Шелест познакомилась с будущим мужем — телепродюсером Алексеем Тишкиным, ныне режиссёром, продюсером и клипмейкером.
В 1998 году Тишкин запустил на МТV телепрограмму об экстремальных видах спорта — «Новая атлетика!», ведущей которой стала Шелест. Проект просуществовал 4 года.
В 1999 году, будучи виджеем МТV, образовала творческий тандем с Антоном Комоловым, совместно с которым вела программы «Бодрое утро» и «Правило Буравчика».
По признанию Ивана Урганта, именно им он обязан своим попаданием на телевидение — в 2001 году они отстояли кандидатуру Урганта на кастинге ведущих на телеканале MTV, хотя продюсер хотел отказать молодому петербуржцу в приёме на работу.
В 2002 году в связи со сменой руководства канала вся команда ви-джеев (Василий Стрельников, Антон Комолов, Яна Чурикова) покинула MTV. Шелест после ухода с музыкального канала некоторое время вела проект «За стеклом» на канале ТВС, а затем, с октября 2002 по август 2005 года — программы «Утро на НТВ» и «Сегодня утром» на НТВ (последнюю — поочерёдно с Комоловым).
В 2004 году дебютировала в качестве актрисы в сериале «Карусель» на канале НТВ.
В 2006 году совместно с Оскаром Кучерой на канале «Россия» вела проект «Народный артист-3», совместно с Антоном Комоловым приняла участие в русском дубляже мультфильма «Ледниковый период 2: Глобальное потепление».
В 2007 году тандем Комолов—Шелест возродился: на канале «Звезда» вышло развлекательное шоу «Звёздный вечер с Антоном Комоловым и Ольгой Шелест». Их также пригласили на радио «Маяк» вести ежедневное трёхчасовое шоу.
2008 год ознаменовался участием в проекте «Цирк на Первом», в котором поразила зрителей и жюри самыми сложными и зрелищными номерами, дошла до финала и стала обладательницей Суперкубка по итогам двух проектов: «Цирк со звёздами» и «Цирк на Первом». Кроме того, в 2008 году впервые снялась в кино: ей досталась роль второго плана в фильме Дмитрия Грачёва «Невеста любой ценой», премьера которого состоялась в сентябре 2009 года.
Шелест являлась постоянным комментатором конкурса «Евровидение» от России, ведущей четырёх проектов на телевидении (в том числе на двух федеральных каналах) и ведущей на радио «Маяк».
Также в 2009 году совместно с другими ведущими «Маяка» приняла участие в русском дубляже фильма Ричарда Кёртиса «Рок-волна» и мультфильма «Ледниковый период 3: Эра динозавров», вместе с Антоном Комоловым получила премию «Радиомания» в номинации «Лучший ведущий программы, шоу», а также стала ведущей музыкальной церемонии «Муз-ТВ 2009». Была постоянной соведущей телеигры «Крокодил» совместно с Тимуром Родригезом на «Муз-ТВ».
В сентябре 2011 года соведущей Шелест на радио «Маяк» стала ведущая радио «Максимум» Маргарита Митрофанова.
В 2012 году приняла участие в церемонии передачи Олимпийского огня в Великобритании.
Являлась постоянной ведущей развлекательного шоу «Девчата» и музыкального конкурса «Артист» на канале «Россия-1» (вместе с Владимиром Яглычем), ведущей телеигры «Пойми меня» на канале «Карусель», а также соведущей передачи «Временно доступен» с Дмитрием Дибровым на телеканале «ТВ Центр».
С 2016 по 2020 год — звёздный гость телешоу «Удивительные люди» на канале «Россия-1». Начиная с марта 2017 года была ведущей другого телешоу — «Танцуют все!» на том же канале. С 2017 по 2022 год была постоянным участником звёздной команды в телеигре «Пятеро на одного».
В апреле 2022 года Шелест семьёй переехала жить в США.

## Личная жизнь
С 2014 года замужем за клипмейкером Алексеем Тишкиным, с которым вместе с 1997 года. 1 ноября 2013 года, в одной из клиник Нью-Йорка (США) у супругов родилась дочь Муза, а 19 августа 2015 года — вторая дочь Айрис. У дочерей двойное гражданство.

## Взгляды
В 2002 году Ольга стала вегетарианкой, а после участия в проекте «Цирк на Первом» в 2008 году — веганом и противницей любой эксплуатации животных. В 2014 году она вернулась к вегетарианству после рождения дочери.
В феврале 2013 года записала видеообращение для проекта «Будь сильнее», направленного против гомофобии.
Болеет за московский футбольный клуб ЦСКА.

## Признание
В 2010 году именем Ольги Шелест назван новый вид микроорганизмов: простейших из класса солнечников — Acanthocystis olgashelestae.

## Телепроекты
- «Клипомания» («К-10»)
- «Русский час» («Муз-ТВ»)
- «Музыкальный проспект» («СТС»)
- «Музыкальный хит-парад» («НТВ-Плюс Музыка»)
- «Biz-парад» («BIZ-TV»)
- «Каприз» («MTV Россия»)
- «Новая атлетика» («MTV Россия»)
- «Бодрое утро» («MTV Россия»)
- «Сводный чарт» («MTV Россия»)
- «NewAVideoActive» («MTV Россия»)
- «Правило Буравчика» («MTV Россия»)
- «За стеклом-3. Теперь ты в армии» («ТВС»)
- «Утро на НТВ» («НТВ»)
- «Народный артист-3» («Россия»)
- «Детское Евровидение» («Россия») (комментатор, 2006—2012, 2014—2015)
- «Звёздный вечер» («Звезда») (ведущая вместе с Антоном Комоловым, 2008[23][24])
- «Евровидение» («Россия-1») (комментатор, 2008, 2010, 2012, 2014, 2019; совместно с Дмитрием Губерниевым)
- «Премия Муз-ТВ 2009» («Муз-ТВ») (ведущая)
- «Большой город» («СТС») (постоянный гость)
- «Крокодил» («Муз-ТВ») (ведущая вместе с Тимуром Родригезом)
- «Танцы со звёздами» («Россия-1») (ведущая, гала-концерт 2010)
- «Хочу знать» («Первый канал») (специальный корреспондент)
- «Стиляги-шоу» («Россия-1») (член жюри)
- «Поколение MTV. Мы любим 90-е» («MTV Россия») (ведущая)
- «Звёздный талисман» («Муз-ТВ») (ведущая)
- «Безумно красивые» («Муз-ТВ») (ведущая)
- «Девчата» («Россия-1») (ведущая, совместно с Аллой Довлатовой, Ритой Митрофановой и Марией Голубкиной, с 14 мая 2010 года)
- «Пойми меня» («Карусель») (ведущая, с 8 сентября 2013 года по 24 марта 2016 года)
- «Артист» («Россия-1») (ведущая, 2014)
- «Временно доступен» («ТВ Центр») (ведущая, совместно с Дмитрием Дибровым, 2014—2015)
- «Это моя комната!» («Disney») (ведущая)
- «Свежий воздух» («Мама») (ведущая)
- «Удивительные люди» («Россия-1») (звёздный гость)
- «Танцуют все!» («Россия-1») (ведущая)
- «Пятеро на одного» («Россия-1») (постоянный участник команды звёзд)
- «Лучшие друзья» («Disney») (ведущая)
- «Устами младенца» («Россия-1») (ведущая, 2020)

## Фильмография
- 2004 — «Карусель» — Вика
- 2009 — «Горячие новости» — ведущая на радио «Маяк» (голос)
- 2009 — «Невеста любой ценой» — Мила
- 2015 — «Наследники» — камео
- 2017 — «Жги!» — камео
- 2020 — «(НЕ)Идеальный мужчина» — камео

## Дубляж
- 2002 — «Ледниковый период» — Дженнифер[25]
- 2006 — «Ледниковый период 2: Глобальное потепление» — Элли[26]
- 2009 — «Рок-волна» — Шарлотта, мать Карла (Эмма Томпсон)[27]
- 2009 — «Ледниковый период 3: Эра динозавров» — Элли[28]
- 2012 — «Ледниковый период 4: Континентальный дрейф» — Элли[29]
- 2013 — «Реальная белка» — Зайка[30]
- 2016 — «Норм и Несокрушимые» — Вера[31]
- 2016 — «Ледниковый период 5: Столкновение неизбежно» — Элли[32]
- 2017 — «Смурфики: Затерянная деревня» — Смурфгроза[33]

## Озвучивание мультфильмов
- 2016 — «Про Диму» — мама Димы